# Beekkevers

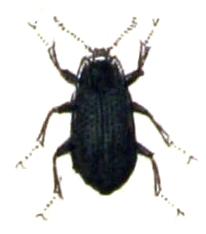
Elmis aenea

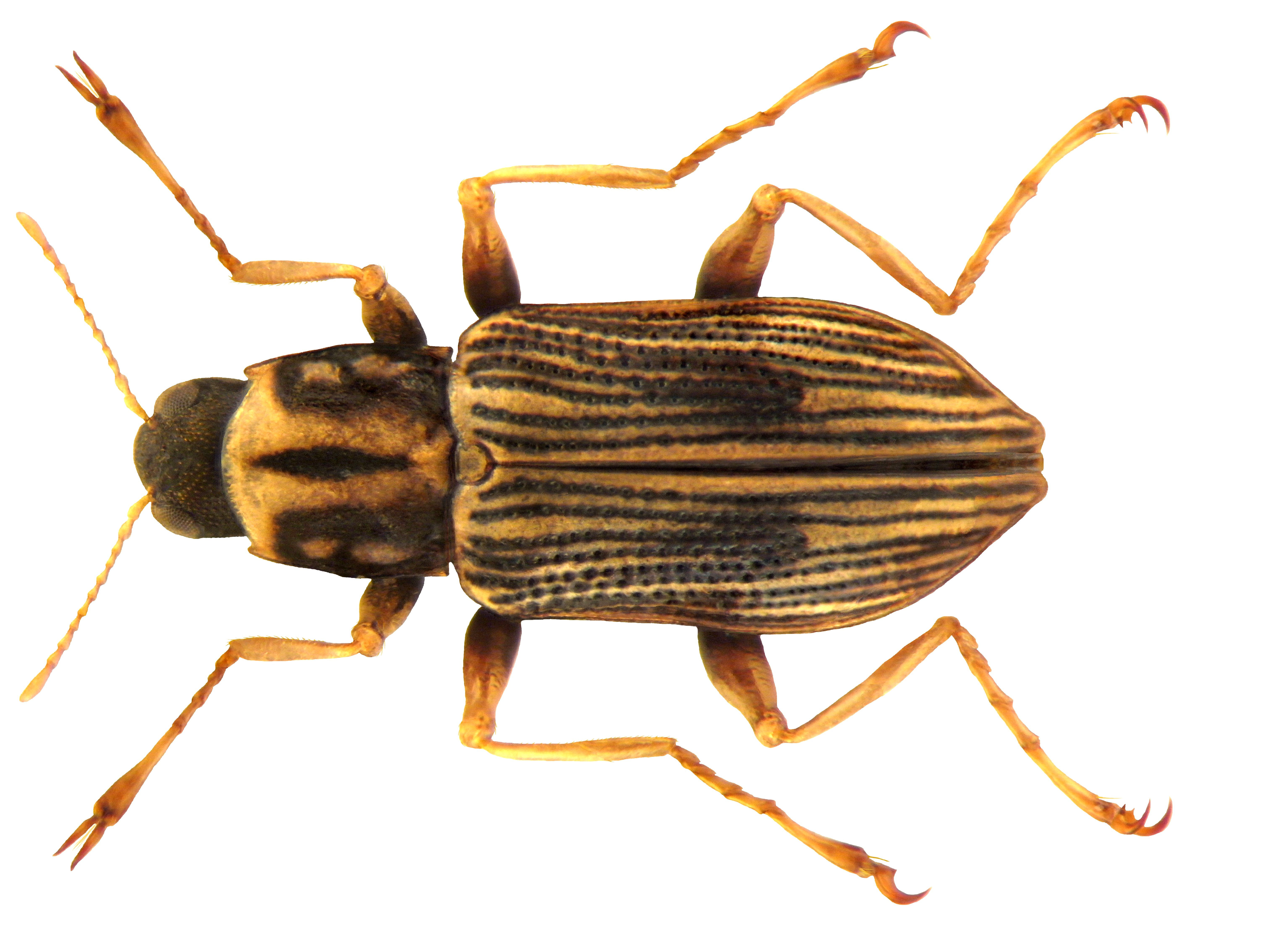
Graphelmis clermonti

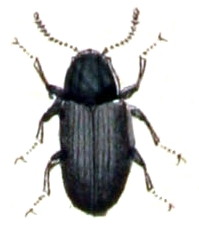
Limnius volckmari

De beekkevers (Elmidae) vormen een familie van kevers uit de superfamilie Byrrhoidea. De wetenschappelijke naam van de familie werd in 1830 voorgesteld door John Curtis.

## In Nederland
In Nederland komen de volgende soorten voor:
- Elmis aenea (P.W.J. Müller, 1806) – Trage beekkever
- Elmis maugetii Latreille, 1802
- Elmis obscura (P.W.J. Müller, 1806)
- Elmis rioloides (Kuwert, 1890)
- Esolus angustatus (P.W.J. Müller, 1821)
- Esolus parallelepipedus (P.W.J. Müller, 1806)
- Esolus pygmaeus (P.W.J. Müller, 1806)
- Limnius muelleri (Erichson, 1847)
- Limnius opacus P.W.J. Müller, 1806
- Limnius perrisi (Dufour, 1843)
- Limnius volckmari (Panzer, 1793)
- Normandia nitens P.W.J. Müller, 1817
- Oulimnius major Rey, 1889
- Oulimnius rivularis (Rosenhauer, 1856)
- Oulimnius troglodytes (Gyllenhaal, 1827)
- Oulimnius tuberculatus (P.W.J. Müller, 1806)
- Potamophilus acuminatus (Fabricius, 1792)
- Riolus cupreus (P.W.J. Müller, 1806)
- Riolus subviolaceus (P.W.J. Müller, 1817)
- Stenelmis canaliculata (Gyllenhaal, 1808)

## Geslachten
- Ancyronyx Erichson, 1847
- Aesobia Jäch, 1982
- Ampumixis Sanderson, 1954
- Anommatelmis Spangler, 1981
- Aspidelmis Deléve, 1954
- Atractelmis Chandler, 1954
- Austrelmis Brown, 1984
- Austrolimnius Carter & Zeck, 1929
- Cephalolimnius Delève, 1973
- Cleptelmis Sanderson, 1954
- Coxelmis Carter & , 1929
- Ctenelmis Delève, 1964
- Cylloepus Erichson, 1847
- Dubiraphia Sanderson, 1954
- Dupophilus Mulsant & Rey, 1872
- Elmidolia Fairmaire, 1897
- Elmis Latreille, 1798
- Elpidelmis Delève, 1964
- Epodelmis Hinton, 1973
- Esolus Mulsant & Rey, 1872
- Eumicrodinodes Delève, 1965
- Exolimnius Delève, 1954
- Gonielmis Sanderson, 1954
- Graphelmis Delève, 1968
- Grouvellinus Champion, 1923
- Gyrelmis Hinton, 1940
- Haplelmis Delève, 1964
- Hedyselmis Hinton, 1976
- Helminthocharis Grouvelle, 1906
- Helminthopsis Grouvelle, 1906
- Heterelmis Sharp, 1882
- Heterlimnius Hinton, 1935
- Hexacylloepus Hinton, 1940
- Hintonelmis Spangler, 1966
- Holcelmis Hinton, 1973
- Huleechius Brown, 1981
- Ilamelmis Delève, 1973
- Jolyelmis Spangler & Faitoute, 1991
- Kingolus Carter & Zeck, 1929
- Lathridelmis Delève, 1965
- Leielmis Delève, 1964
- Lemalelmis Spangler, 1981
- Leptelmis Sharp, 1888
- Limnius Illiger, 1802
- Lobelmis Fairmaire, 1898
- Luchoelmis Spangler & Staines, 2002
- Ludyella Reitter, 1899
- Macrelmis Motschulsky, 1860
- Macronychoides Champion, 1923
- Microcylloepus Hinton, 1935
- Microdinodes Grouvelle, 1906
- Narpus Casey, 1893
- Neocylloepus Brown, 1970
- Neoelmis Musgrave, 1935
- Neolimnius Hinton, 1939
- Neoriohelmis Nomura, 1958
- Nomuraelmis Satô, 1964
- Normandia Pic, 1900
- Notelmis Hinton, 1941
- Notriolus Carter & Zeck, 1929
- Ohiya Jäch, 1982
- Onychelmis Hinton, 1941
- Oolimnius Hinton, 1939
- Optioservus Sanderson, 1954
- Ordobrevia Sanderson, 1953
- Oulimnius Des Gozis, 1886
- Pachyelmis Fairmaire, 1898
- Pagelmis Spangler, 1981
- Peloriolus Delève, 1964
- Phanoceroides Hinton, 1939
- Pilielmis Hinton, 1971
- Podelmis Hinton, 1941
- Portelmis Sanderson, 1953
- Promoresia Sanderson, 1954
- Protelmis Grouvelle, 1911
- Pseudamophilus Bollow, 1940
- Pseudancyronyx Bertrand & Steffan, 1963
- Pseudelmidolia Delève, 1963
- Pseudomacronychus Grouvelle, 1906
- Rhizelmis Chandler, 1954
- Riolus Mulsant & Rey, 1872
- Simsonia Carter & Zeck, 1929
- Sphragidelmis Delève, 1964
- Stegoelmis Hinton, 1939
- Stenelmis Dufour, 1835
- Stenelmoides Grouvelle, 1908
- Stethelmis Hinton, 1945
- Taprobanelmis Delève, 1973
- Tolmerelmis Hinton, 1972
- Tolriolus Hinton, 1940
- Trachelminthopsis Delève, 1965
- Troglelmis Jeannel, 1950
- Tropidelmis Delève, 1964
- Tyletelmis Hinton, 1972
- Unguisaeta Jäch, 1982
- Uralohelmis Roubal, 1940
- Xenelmis Hinton, 1936
- Xenelmoides Hinton, 1936
- Macronychus Müller, 1806
- Paramacronychus Nomura, 1958
- Urumaelmis Satô, 1963a
- Vietelmis Delève, 1968
- Zaitzevia Champion, 1923
- Zaitzeviaria Nomura, 1959
- Disersus Sharp, 1882
- Dryopomorphus Hinton, 1936
- Hexanchorus Sharp, 1882
- Hispaniolara Brown, 1981
- Hydora Broun, 1882
- Hydrethus Fairmaire, 1889
- Lara Leconte, 1852
- Microlara Jäch, 1993
- Neblinagena Spangler, 1985
- Omotonus Delève, 1963
- Ovolara Brown, 1981
- Parapotamophilus Brown, 1981
- Phanocerus Sharp, 1882
- Potamocares Grouvelle, 1920
- Potamodytes Grouvelle, 1896
- Potamogethes Delève, 1963
- Potamolatres Delève, 1963
- Potamophilinus Grouvelle, 1896
- Potamophilus Germar, 1811
- Pseudodisersus Brown, 1981
- Roraima Kodada & Jäch, 1999
- Stetholus Carter & Zeck, 1929